# Pavel Stránský ze Záp

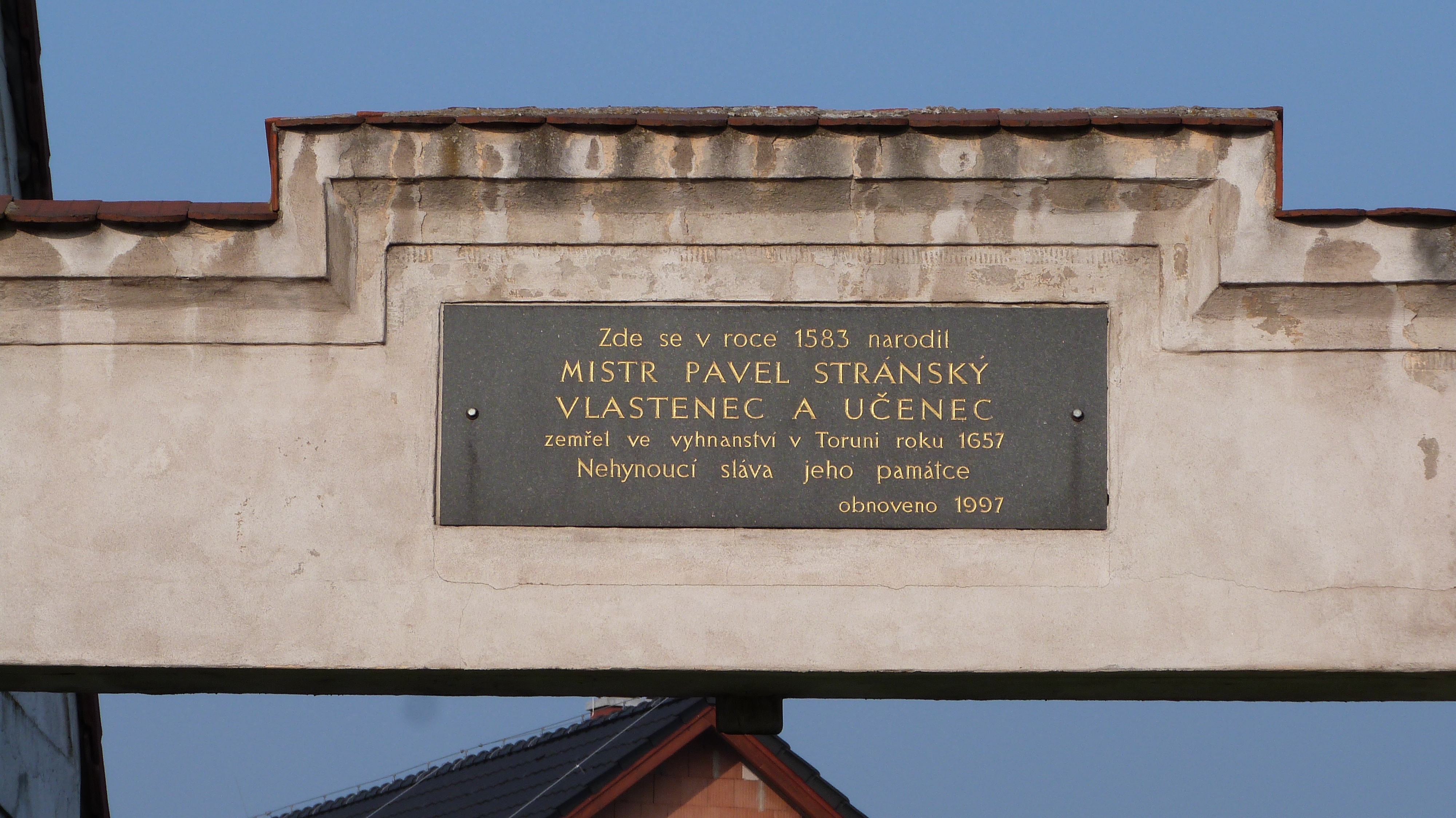
Pamětní deska v Zápech, místní části Stránka:
„Zde se v roce 1583 narodil MISTR PAVEL STRÁNSKÝ VLASTENEC A UČENEC zemřel ve vyhnanství v Toruni roku 1657 Nehynoucí sláva jeho památce obnoveno 1997“

Pavel Stránský ze Záp, ze Zápské Stránky nebo jen ze Stránky (asi leden 1583, Zápy – únor 1657, Toruň) byl český pobělohorský exulant a spisovatel.

## Životopis
Studoval v Praze na artistické fakultě Karlovy univerzity, kde se roku 1607 stal bakalářem a roku 1608 mistrem svobodných umění. Od roku 1609 působil jako děkan v Litoměřicích. Brzy nato (1610) se oženil s majetnou vdovou Kateřinou Zlatohlávkovou a stal se městským radním a písařem v Litoměřicích.
Roku 1614 se stal konšelem v Litoměřicích. Roku 1618 se účastnil protestantského sněmu v Broumově.
Povstání českých stavů se neúčastnil, proto mohl vykonávat funkci konšela i v letech 1620–1625. Po vydání generálního pardonu byl odsouzen ke ztrátě čtyř šestin majetku a poté, co odmítl přestoupit na katolickou víru, byl vypovězen z Čech (1627). Odešel s celou svojí rodinou do exilu, následován dalšími litoměřickými měšťany. Měsíc po jejich odchodu údajně zbylo v Litoměřicích 165 prázdných domů. Marně se pak snažil vymoci zpět zbytky svého litoměřického majetku.
Žil v Pirně, odkud byl roku 1631 luteránským knězem vypovězen. Poté žil v Drážďanech, Lipsku, až se usadil v polské Toruni (patrně okolo roku 1635), kde se stal profesorem (1647) a později i vizitátorem tamního evangelického gymnázia.
Zemřel v Toruni v únoru 1657 a byl pochován na hřbitově toruňského kostela sv. Jiří.

## Dílo
- Respublica Bojema (Reipublicae Bojemae) - O státě českém (Český stát) (Elzevir 1634, 1643, 1648, Roth-Scholtz 1713 Amsterdam), latinský spis, psaný encyklopedickým způsobem. Podal zde celkový výklad o českém království před rokem 1620. Kniha je psána v duchu tolerantní, snášenlivé, svobodymyslné České konfese (na rozdíl od německého luteránství - viz azyl v Perně). V Čechách vyšlo dílo nejprve německy, přeložené a rozšířené v letech 1792 až 1803 Ignácem Cornovou do sedmi svazků. Český překlad vydal až v roce 1893 Em. Tonner a byl znovu vydán 1913. Výborný novodobý překlad z latiny vydal k posile víry Čechů v těžkých dobách 1939, 1940 Boh. Ryba. Některé jeho myšlenky i dnes znějí současně: „Čech po většině s obdivem následuje všecko cizí, kdežto, co doma ve vlasti vzniká, posuzuje povýšeně a pohrdlivě, touží míti co nejvíce druhů v neštěstí i ve štěstí, nesnáší přísnější kázeň a obzvláště porobu, pocit křivdy těžko odkládá z mysli,... nemá nedostatek důvtipu a soudnosti, jako spíše trpělivosti, k nepřátelství se stejně pomalu odhodlává jako je pomalu odkládá, ve válečné službě se jeví zprvu takřka neučelivým, ale potom neobyčejně obratným a nebojácným, mezi jinojazyčnými druží se raději s Francouzi, Brity, Italy a Uhry nežli s ostatními, Poláky však pro jazykovou blízkost pokládá za bratry. “
- Okřik (Proti hostinským, v Čechách se do kostelů tlačícím jazykům Na nedbalého Čecha učiněný okřik, jež léta Páně 1618 sepsal přirozeného jazyka svého milovný Čech Sanctius LaMprus) - spis na obranu českého jazyka zůstal jen v rukopise a byl objeven a otištěn až r. 1910. Dílo podepsal pseudonymem vzniklým záměnou pořadí písmen latinské verze svého jména M. Paulus Strancius). Spis svou vroucností k češtině je srovnatelný s Blahoslavovou Filipikou a Obranami Žerotína, Balbína i díly Komenského. Vydán také v Praze roku 1953 pod názvem Český stát - Okřik

## Zajímavost
Jméno Pavla Stránského bylo umístěno pod okny Národního muzea v Praze spolu s mnoha dalšími, viz Dvaasedmdesát jmen české historie.